# Aramis ou l'Amour des techniques
Pour les articles homonymes, voir Aramis (homonymie).
Aramis ou l'Amour des techniques est un ouvrage du sociologue et anthropologue des sciences français Bruno Latour, publié en 1992 aux éditions La Découverte. À travers l'analyse du projet avorté de métro automatique Aramis (acronyme d’Agencement en rames automatisées de modules indépendants en stations) à Paris, Latour explore les dynamiques de l'innovation technologique et les interactions entre acteurs humains et non-humains dans la construction d’un réseau sociotechnique. L’ouvrage, qui se lit comme une enquête quasi-policière, s’inscrit dans le cadre de la Théorie de l'acteur-réseau (Actor-Network Theory, ANT) développée par Latour, et illustre son concept de symétrie entre humains et non-humains.

## Contexte et genèse
Dans les années 1960, la Régie autonome des transports parisiens (RATP) et l’entreprise Matra lancent le projet Aramis, un système de transport innovant basé sur de petites rames automatisées circulant de manière flexible. Ce projet, ambitieux mais coûteux, est abandonné en 1987 après des années de développement et de controverses. Bruno Latour, alors engagé dans l’étude des sciences et des techniques, choisit ce cas pour analyser les processus d’innovation et les raisons de l’échec d’un projet technologique. L’ouvrage s’appuie sur des entretiens, des documents d’archives et une observation des interactions entre ingénieurs, décideurs politiques, machines et institutions.

## Résumé
L’ouvrage est structuré comme une enquête sur la « mort » d’Aramis, posant la question : « Qui a tué Aramis ? ». À travers un prologue, huit chapitres et un épilogue, Latour retrace l’histoire du projet, depuis son lancement enthousiaste dans les années 1960 jusqu’à son abandon. Chaque chapitre explore une phase du projet, mettant en lumière les tensions entre les ambitions techniques, les contraintes économiques, les rivalités institutionnelles et les choix politiques. 
Latour utilise Aramis pour illustrer comment les objets techniques (les « non-humains ») jouent un rôle actif dans les réseaux sociotechniques, au même titre que les acteurs humains (ingénieurs, politiciens, usagers). L’échec d’Aramis n’est pas attribué à un seul coupable, mais à une série de désaccords et de traductions ratées entre les acteurs du réseau.

## Plan de l’ouvrage
- Avant-propos
- Prologue : Qui a tué Aramis ?

1. Une enthousiasmante innovation
2. Aramis est-il faisable ?
3. La valse-hésitation des années soixante-dix
4. Trois ans d’état de grâce et d’interphases
5. La décision de 1984 : Aramis existe pour de bon
6. Aramis au CET va-t-il tenir toutes ses promesses ?
7. Aramis est au point, mais au point mort

- Épilogue : Aramis, le mal-aimé

## Thèmes principaux
- Innovation technologique : Latour analyse les étapes de conception, de négociation et de mise en œuvre d’une innovation, montrant comment les projets technologiques sont des processus collectifs complexes.
- Symétrie humains/non-humains : L’ouvrage défend l’idée que les objets techniques, comme les rames d’Aramis, ont une agency comparable à celle des humains dans la construction des réseaux sociotechniques.
- Théorie de l’acteur-réseau : Aramis est un cas d’étude pour l’ANT, qui propose de cartographier les relations entre acteurs humains et non-humains sans présupposer de hiérarchie.
- Échec et apprentissage : L’échec d’Aramis est présenté comme une source d’enseignements sur les dynamiques de l’innovation et les limites des approches technocentrées.

## Style et réception
L’ouvrage adopte un style narratif original, mêlant analyse sociologique, dialogues fictifs entre acteurs du projet et réflexions philosophiques. Cette approche, qui rompt avec les conventions académiques, rend l’ouvrage accessible à un large public tout en proposant une réflexion théorique profonde. 
Cependant, certains critiques ont reproché à Latour son style parfois trop littéraire ou son insistance sur la symétrie humains/non-humains, jugée controversée. Malgré ces débats, l’ouvrage reste une référence dans les champs de la sociologie, de l’anthropologie des sciences et des science and technology studies (STS).) 

## Éditions
- Aramis ou l’Amour des techniques, Paris, La Découverte, coll. « Textes à l’appui. Anthropologie des sciences et des techniques », 1992, 241 p.  (ISBN 2-7071-2120-7)
- Réédition : La Découverte, coll. « Poche / Sciences humaines et sociales », 2006.  (ISBN 978-2-7071-4960-2)